# Bayárcal
Bayárcal es una localidad y municipio español de la provincia de Almería, que limita al norte, oeste y sur con la vecina provincia de Granada. En el año 2020 contaba con 312 habitantes. Su extensión superficial es de 37 km² y tiene una densidad de 8,43 hab/km². Sus coordenadas geográficas son 37° 02′ N, 2° 59′ O. Se encuentra situado a una altitud de 1258 metros (es el municipio más alto de la provincia) y a 76 kilómetros de la capital de provincia, Almería a través de la A-348.

## Toponimia
El origen del topónimo de Bayárcal ha sido un enigma durante mucho tiempo. Según el profesor Robert Pocklington, el término tiene una base íbera, con un significado de presa en el río.

## Naturaleza

### Zonas protegidas
Ubicado en la ladera sur de Sierra Nevada, el término municipal de Bayárcal cubre parte tanto del Parque natural de Sierra Nevada; como del Parque nacional de Sierra Nevada, ocupando este último un 56,79% del total municipal.

## Historia
Adquirió su entidad propia allá por el 1572, cuando Felipe II venció a los moriscos sublevados de la Villa de Ynizar, entonces la más importante, y la hizo destruir. Cristianizó Bayárcal y allí se fueron los supervivientes y reconvertidos, además de repobladores venidos de toda la Península, especialmente de Navarra, atraídos por la repartición de tierras entre los cristianos.

## Geografía humana

### Organización territorial
El municipio carece de cualquier otro núcleo de población.

### Demografía
Cuenta con una población de 296 habitantes (INE 2024).
| Gráfica de evolución demográfica de Bayárcal entre 1842 y 2021                                                        |
| |
| Población de derecho según los censos de población del INE. Población de hecho según los censos de población del INE. |

### Economía

#### Evolución de la deuda viva municipal
| Gráfica de evolución de Deuda viva del Ayuntamiento de Bayárcal entre 2008 y 2019                                |
| |
| Deuda viva del Ayuntamiento de Bayárcal en miles de Euros según datos del Ministerio de Hacienda y Ad. Públicas. |

## Símbolos
Bayárcal solicitó permiso de la Junta de Andalucía para inscreibir oficialmente el escudo y bandera que se utilizan a día de hoy el 29 de agosto de 2006, recibiendo la aprobación a febrero de 2009.

### Escudo
Su descripción heráldica es la siguiente:

Escudo español; mantelado de sínople, un castillo de plata mazonado de sable y aclarado de sínople sobre ondas de plata y azur. Mantel de azur, con dos montes de plata, superados en la diestra, de un creciente de plata y en la siniestra de una cruz del mismo 
metal. Timbrado de corona real cerrada. 

### Bandera
La enseña del municipio tiene la siguiente descripción:

Paño de proporciones 2/3, de color blanco con un triángulo de color verde que tiene su base en el asta de la bandera y el vértice en el centro del batiente, y con un creciente de color azul en el triángulo blanco superior, y una cruz, también azul, en el triángulo blanco inferior, con dos franjas blanca y azul.

## Servicios públicos

### Educación
El municipio cuenta con un colegio rural, el CPR Alpujarra Alta, hasta el primer ciclo de la ESO. Los alumnos deben desplazarse hasta el instituto de Laujar de Andarax para continuar con su enseñanza obligatoria.

### Sanidad
El municipio cuenta con un consultorio, dependiente del Hospital de Poniente-El Ejido, que da servicio de lunes a viernes.

## Política
| Periodo   | Nombre                    | Partido |
| --------- | ------------------------- | ------- |
| 1979-1983 | Francisco Ocaña Utrilla   | UCD     |
| 1983-1987 | José Rovira Nuño          | AP      |
| 1987-1991 | José Rovira Nuño          | AP      |
| 1991-1995 | José Antonio Arenas Cano  | PSOE    |
| 1995-1999 | Eduardo Olvera Sampedro   | PP      |
| 1999-2003 | José Rovira Nuño          | PP      |
| 2003-2007 | José Rovira Nuño          | PP      |
| 2007-2011 | Jacinto Navarro Fernández | PSOE    |
| 2011-2015 | Jacinto Navarro Fernández | PSOE    |
| 2015-2019 | Jacinto Navarro Fernández | PSOE    |
| 2019-2023 | Jacinto Navarro Fernández | PSOE    |
| 2023-act. | Germán Moreno Sampedro    | PP      |

## Cultura

### Patrimonio

#### Iglesia Parroquial de San Francisco Javier
El monumento fundamental y más relevante del municipio es la Iglesia Mudéjar, que alberga un retablo del siglo XVI, de gran valor. Su torre, situada a la izquierda de la nave, conserva en los arcos de las campanas mosaicos y azulejos de la época morisca hoy dañados por los disparos de arcabuz por parte de los moriscos a los cristianos refugiados aquí durante la guerra de La Alpujarra. Aunque su más preciado tesoro lo guarda en el interior ya que esconde, bajo una cubierta mudéjar, bellas tallas barrocas de los siglos XV y XVI de las escuela Granadina de Alonso Cano, como la del patrón de la localidad: San Francisco Javier y la Inmaculada Concepción.

#### Ermita de ánimas

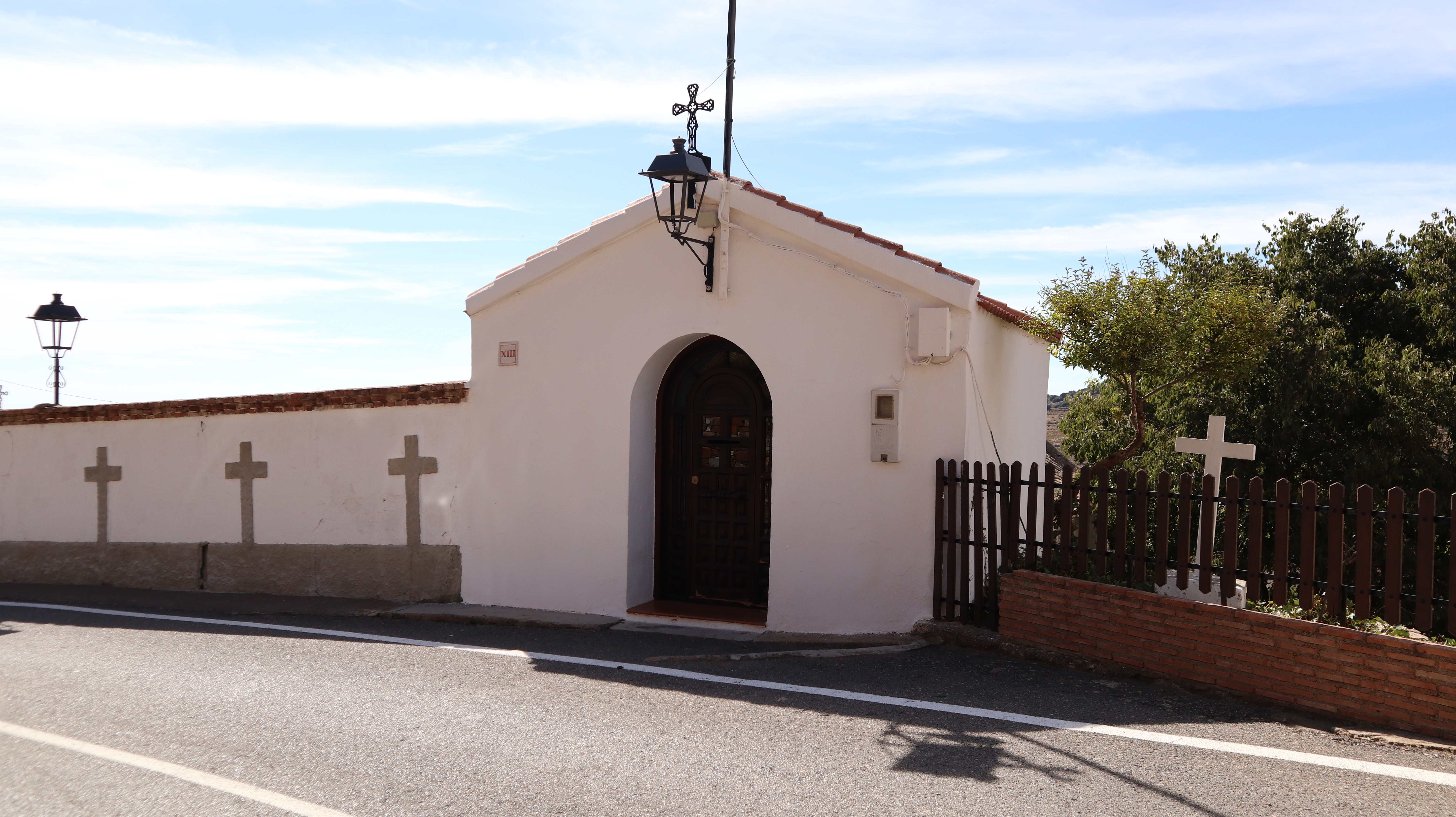
Ermita de ánimas.

La ermita de ánimas de Bayárcal se encuentra junto al cementerio a la entrada del pueblo desde Paterna del Río. De construcción cuadrangular en piedra, se cree que data del siglo XVII o XVIII.

### Patrimonio cultural inmaterial
Como en muchas localidades del este peninsular, la fiesta más importante es la de Moros y cristianos.